# Judaísmo antissionista

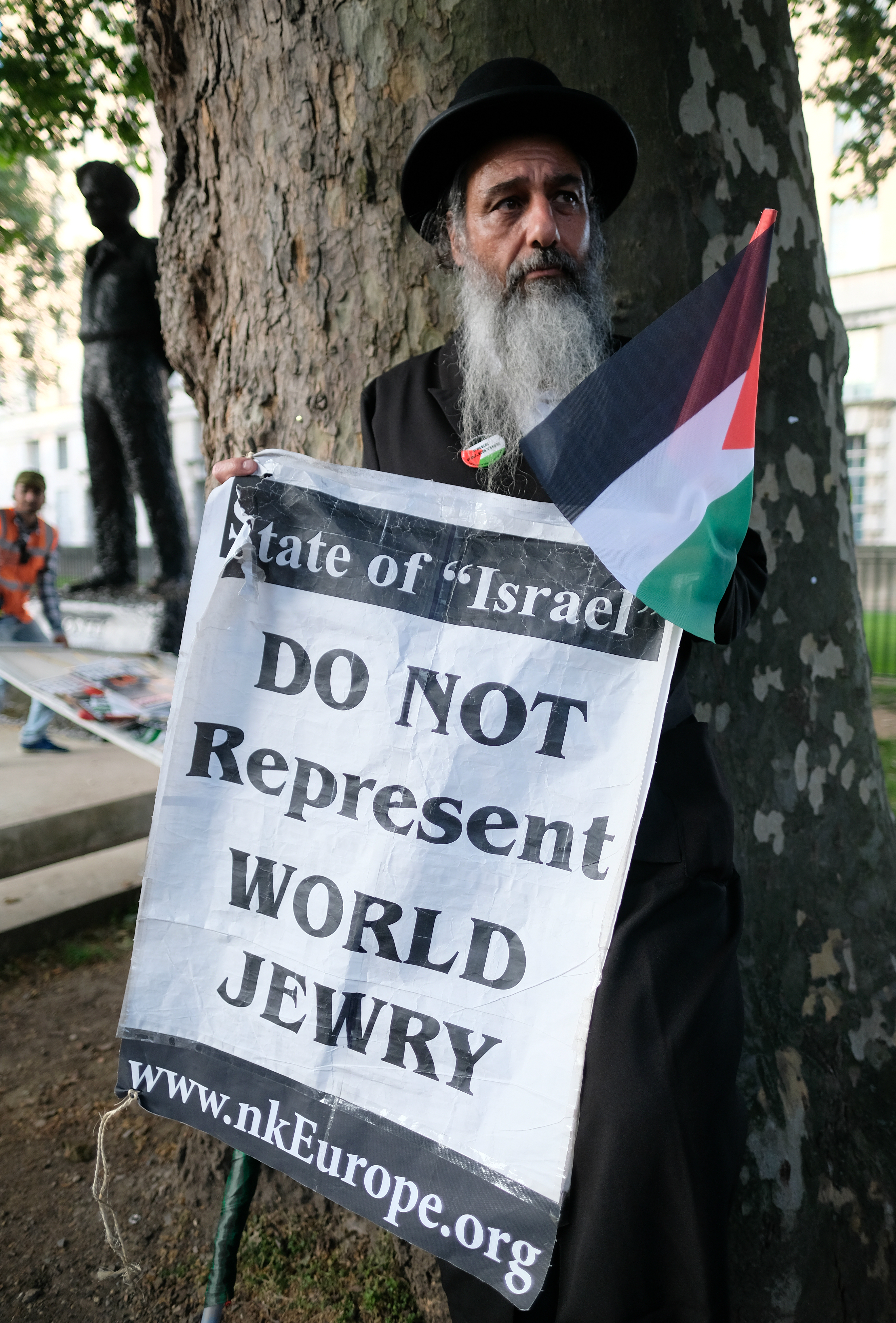
Homem judeu em Londres com a bandeira palestina; a placa diz 'Estado de "Israel" NÃO representam OS JUDEUS DO MUNDO' (2018)

O antissionismo judaico é tão antigo quanto o próprio sionismo, e gozou de amplo apoio na comunidade judaica até a Segunda Guerra Mundial. A comunidade judaica não é um único grupo monolítico, e as respostas variam entre os grupos judaicos. Uma das principais divisões é aquela entre judeus seculares e judeus religiosos. As razões para a oposição secular ao movimento sionista são muito diferentes das dos judeus Haredi. A oposição a um estado judeu mudou ao longo do tempo e assumiu um espectro diversificado de posições religiosas, éticas e políticas.
A legitimidade das visões antissionistas tem sido disputada até os dias atuais, incluindo a mais recente e controversa relação entre antissionismo e antissemitismo. Outros pontos de vista sobre as várias formas de antissionismo também foram discutidos e debatidos.

## História

### Antes de 1948
Há uma longa tradição de antissionismo judaico que se opôs ao projeto sionista desde suas origens. Os Bundistas, os Autonomistas, o Judaísmo Reformista e os Agude consideravam a lógica e as ambições territoriais do sionismo como falhas. Yevsektsiya, a seção judaica do Partido Comunista na União Soviética, mirou o movimento sionista e conseguiu fechar seus escritórios e proibir a literatura sionista. No entanto, os próprios oficiais soviéticos muitas vezes desaprovavam seu zelo antissionista. O judaísmo ortodoxo, que fundamenta responsabilidades cívicas e sentimentos patrióticos na religião, se opunha fortemente ao sionismo porque, embora os dois compartilhassem os mesmos valores, o sionismo defendia o nacionalismo de maneira secular e usava "Sião", "Jerusalém", "Terra de Israel", "redenção" e "recolhimento de exilados" como termos literais em vez de sagrados, esforçando-se para alcançá-los neste mundo. Em contraste, os judeus reformistas rejeitaram o judaísmo como uma identidade nacional ou étnica e renunciaram a quaisquer expectativas messiânicas do advento de um estado judeu.

#### Religiosamente
A esperança de retorno à terra de Israel está incorporada no conteúdo da religião judaica. Aliyah, a palavra hebraica que significa "ascendendo" ou "subindo", é a palavra usada para descrever o retorno dos judeus religiosos a Israel e tem sido usada desde os tempos antigos. Da Idade Média em diante, muitos rabinos famosos e muitas vezes seus seguidores retornaram à terra de Israel. Estes incluíram Nahmanides, Yechiel de Paris, Isaac Luria, Yosef Karo, Menachem Mendel de Vitebsk, entre outros. Para os judeus em diáspora, Eretz Israel era reverenciado em um sentido religioso. Eles oraram e pensaram no retorno como sendo cumprido em uma era messiânica. O retorno permaneceu um tema recorrente por gerações, particularmente nas orações da Pessach e do Yom Kippur, que tradicionalmente terminavam com "No próximo ano em Jerusalém" (L'Shana Haba'ah), bem como a Amidah (oração em pé) três vezes ao dia.
Após o Iluminismo Judaico, no entanto, o judaísmo reformista abandonou muitas crenças tradicionais, incluindo a aliá, como incompatíveis com a vida moderna dentro da diáspora. Mais tarde, o sionismo reacendeu o conceito de aliá em um sentido ideológico e político, paralelo à crença religiosa tradicional; foi usado para aumentar a população judaica na Terra Santa pela imigração. Continua a ser um princípio básico da ideologia sionista. O apoio à aliá nem sempre equivale à imigração; no entanto, a maior parte da população judaica do mundo reside na diáspora. O apoio ao movimento sionista moderno não é universal e, como resultado, alguns judeus religiosos, bem como alguns judeus seculares, não apoiam o sionismo. Judeus não-sionistas não são necessariamente antissionistas, embora alguns sejam. Geralmente, no entanto, o sionismo tem o apoio da maioria das organizações religiosas judaicas, com apoio de segmentos do movimento ortodoxo, e da maioria dos conservadores e, mais recentemente, do movimento reformista.

#### Secularmente
Antes da Segunda Guerra Mundial, muitos judeus consideravam o sionismo um movimento fantasioso e irrealista. Muitos liberais durante o Iluminismo europeu argumentaram que os judeus deveriam gozar de plena igualdade apenas porque juram lealdade singular ao seu estado-nação e se assimilam inteiramente à cultura local e nacional; eles pediram a "regeneração" do povo judeu em troca de direitos. Aqueles judeus liberais que aceitaram os princípios de integração e assimilação viram o sionismo como uma ameaça aos esforços para facilitar a cidadania judaica e a igualdade dentro do contexto europeu do estado-nação.
A Jewish AntiZionist League, no Egito, foi uma liga antissionista de influência comunista nos anos de 1946-1947. Em Israel, existem várias organizações e políticos antissionistas judeus; muitos deles estão relacionados com Matzpen.

### Após a Segunda Guerra Mundial e a criação de Israel
As atitudes mudaram durante e após a guerra. Em maio de 1942, antes da revelação completa do Holocausto, o Programa Biltmore proclamou um afastamento fundamental da política sionista tradicional de uma "pátria" com sua demanda de "que a Palestina seja estabelecida como uma Comunidade Judaica". A oposição à posição firme e inequívoca do sionismo oficial fez com que alguns sionistas proeminentes estabelecessem seu próprio partido, o Ichud (Unificação), que defendia uma Federação Árabe-Judaica na Palestina. A oposição ao Programa Biltmore também levou à fundação do antissionista American Council for Judaism.
O pleno conhecimento do Holocausto alterou os pontos de vista de muitos que criticaram o sionismo antes de 1948, incluindo o jornalista britânico Isaac Deutscher, um socialista e ateu que, no entanto, enfatizou a importância de sua herança judaica. Antes da Segunda Guerra Mundial, Deutscher se opôs ao sionismo como economicamente retrógrado e prejudicial à causa do socialismo internacional, mas após o Holocausto ele lamentou suas visões pré-guerra, defendendo o estabelecimento de Israel como uma "necessidade histórica" para fornecer um refúgio para os judeus sobreviventes da Europa.

#### Religiosamente
A maioria dos grupos religiosos ortodoxos aceitou e apóia ativamente o Estado de Israel, mesmo que não tenha adotado a ideologia "sionista". O partido World Agudath Israel (fundado na Polônia) tem, algumas vezes, participado de coalizões do governo israelense. A maioria dos sionistas religiosos tem visões pró-Israel de um ponto de vista de direita. As principais exceções são os grupos hassídicos como Satmar Hasidim, que têm cerca de 100.000 adeptos em todo o mundo e vários grupos hassídicos diferentes e menores, unificados na América no Congresso Rabínico Central dos Estados Unidos e Canadá e Israel no Edah HaChareidis.
De acordo com Jonathan Judaken, "inúmeras tradições judaicas têm insistido que a preservação do que há de mais precioso no judaísmo e no judaísmo 'exige' um antissionismo ou pós-sionismo de princípios." Essa tradição diminuiu após o Holocausto e o estabelecimento de Israel, mas ainda está viva em grupos religiosos como Neturei Karta e entre muitos intelectuais de origem judaica em Israel e na diáspora, como George Steiner, Tony Judt e Baruch Kimmerling.

#### Secularmente
Noam Chomsky relatou uma mudança nos limites do que são considerados visões sionistas e antissionistas. Em 1947, em sua juventude, o apoio de Chomsky a um estado binacional socialista, em conjunto com sua oposição a qualquer aparência de um sistema teocrático de governo em Israel, foi na época considerado bem dentro da corrente principal do sionismo secular; em 1987, ele o coloca solidamente no campo antissionista.
Alvin H. Rosenfeld em seu muito discutido ensaio, Progressive Jewish Thought and the New Anti-Semitism, afirma que "um número de judeus, através de sua fala e escrita, está alimentando um aumento no antissemitismo virulento ao questionar se Israel deveria mesmo existir".
Hoje, alguns judeus seculares, especialmente socialistas e marxistas, continuam a se opor ao Estado de Israel por motivos anti-imperialistas e de direitos humanos. Muitos se opõem a isso como uma forma de nacionalismo, que eles argumentam ser um produto das sociedades capitalistas. Um grupo antissionista secular hoje é a Rede Internacional Judaica Antissionista, uma organização socialista, antiguerra e anti-imperialista que pede "o desmantelamento do retorno do apartheid israelense de refugiados palestinos e o fim da colonização israelense de Palestina histórica."
Internacionalmente, mantem-se ativos os grupos de judeus antissionistas Institute for the Critical Study of Zionism, o Jews Against White Supremacy e o Judaism On Our Own Terms.

## Reações
Judeus antissionistas são constantemente alvos de retaliação por sionistas judeus e gentios. No 96º Oscar, ao receber o prêmio de Melhor Longa-Metragem Internacional por The Zone of Interest, Jonathan Glazer afirmou:
| “ | Todas as nossas escolhas são feitas para refletir e nos confrontar no presente. Não para dizer: ‘Veja o que eles fizeram naquela época’, mas sim ‘Veja o que fazemos agora’. Nosso filme mostra onde a desumanização leva ao seu pior (cenário). Moldou todo o nosso passado e presente. Neste momento, estamos aqui como homens que recusam que o seu judaísmo e o Holocausto sejam sequestrados por uma ocupação que levou ao conflito para tantas pessoas inocentes. Quer sejam as vítimas do 7 de Outubro em Israel ou do ataque em curso a Gaza, todas as vítimas desta desumanização – como podemos resistir? | ” |

O discurso de Glazer gerou controvérsia na comunidade judaica. O cineasta Boots Riley elogiou Glazer por criticar as atrocidades em Gaza, assim como a organização IfNotNow. No entanto, a Liga Antidifamação e críticos como John Podhoretz e Batya Ungar-Sargon condenaram Glazer por suas palavras. Dave Zirin defendeu Glazer, afirmando que ele está recuperando sua cultura judaica ao separar judaísmo e sionismo.  Outros, como P.J. Grisar e Yonah Lieberman, argumentaram que as críticas foram distorcidas. Chris Hayes, embora tenha considerado as palavras de Glazer estranhas, interpretou que ele rejeita o sequestro de sua judaicidade.

## No Brasil
No Brasil, existem diversos coletivos judaicos antissionistas, como a Articulação Judaica de Esquerda, o Vozes Judaicas por Libertação e a filial brasileira do Jews Against White Supremacy.